# 41
41（四十一、しじゅういち、よんじゅういち、よそひと、よそじあまりひとつ）は自然数、また整数において、40の次で42の前の数である。 

## 性質
- 41は13番目の素数である。1つ前は37、次は43。
  - 約数の和は42。
- 41 = 41 + 0 × ω (ωは1の虚立方根)
  - a + 0 × ω (a > 0) で表される7番目のアイゼンシュタイン素数である。1つ前は29、次は47。
- 7番目のソフィー・ジェルマン素数である。1つ前は29、次は53。
- 6番目のスーパー素数である。1つ前は31、次は59。
- 41 と 43 は6番目の双子素数である。1つ前は(29, 31)、次は(59, 61)。
- 1 と 4 を使った最小の素数である。次は4111。ただし単独使用を可とするなら1つ前は11。(オンライン整数列大辞典の数列 A020452)
  - 41…1 の形の最小の素数である。次は4111。(オンライン整数列大辞典の数列 A068815)
  - 4…41 の形の最小の素数である。次は4441。(オンライン整数列大辞典の数列 A093174)
- 4m − 1 型の素数と 4m + 1 型の素数の個数が同じになる4番目の数である。1つ前は17、次は461。(オンライン整数列大辞典の数列 A007351)
- 41 = 25 + 9
  - n = 5 のときの 2n + 9 の値とみたとき1つ前は25、次は73。(オンライン整数列大辞典の数列 A188165)
    - 2n + 9 の形の4番目の素数である。1つ前は17、次は73。(オンライン整数列大辞典の数列 A104070)
- 1/41 = 2439/99999 = 0.02439… (下線部は循環節で長さは5)
  - 逆数が循環小数になる数で循環節が5になる最小の数である。次は82。
  - 循環節が n になる最小の数である。1つ前の4は101、次の6は7。(オンライン整数列大辞典の数列 A003060)
- n2 + n + 41 の値は 0 ≤ n ≤ 39　を満たす整数 n に対し全て素数となる（→オイラー素数）。
  - 多項式：n2 + n + a が 0 ≤ n ≤ a − 2 を満たす n に対して、全て素数となるような a はオイラーの幸運数と呼ばれ、a = 2, 3, 5, 11, 17, 41 しか存在しない。これは、虚二次体 Q(√1 − 4a) の類数が 1 であることと関係している。
  - 最小のオイラー素数。次は43。(オンライン整数列大辞典の数列 A005846)
- 41 × 271 = 11111 となり、1 が5個列ぶ。（→レピュニット）
- 最初の6つの素数の和で表される6番目の数である。1つ前は28、次は58。
41 = 2 + 3 + 5 + 7 + 11 + 13
  - 最初からの連続素数の和が素数となる4番目の素数である。1つ前は17、次は197。
- 連続する3つの素数の和で表される5番目の数である。1つ前は31、次は49。
41 = 11 + 13 + 17
  - 連続する3つの素数の和が素数となる3番目の素数である。1つ前は31、次は59。
- 1～7までの約数の和である。1つ前は33、次は56。
- 各位の和(数字和)が5になる5番目の数である。1つ前は32、次は50。
  - 各位の和(数字和)が n になる n 番目の数である。1つ前は31、次は51。
  - 各位の和が5になる数で3番目の素数である。1つ前は23、次は113。(オンライン整数列大辞典の数列 A062341)
- 各位の積が4になる4番目の数である。1つ前は22、次は114。(オンライン整数列大辞典の数列 A199987)
  - 各位の積が4になる数で最小の素数である。次は4111。(オンライン整数列大辞典の数列 A107690)
- 41 = 5 × 23 + 1 より8番目のプロス数である。1つ前は33、次は49。
  - 5番目のプロス素数である。1つ前は17、次は97。
- 41 = 42 + 52
  - 異なる2つの平方数の和で表せる12番目の数である。1つ前は40、次は45。(オンライン整数列大辞典の数列 A004431)
  - n = 4 のときの n2 + (n + 1)2 の値とみたとき1つ前は25、次は61。(オンライン整数列大辞典の数列 A001844)
    - n2 + (n + 1)2 で表せる3番目の素数である。1つ前は13、次は61。(オンライン整数列大辞典の数列 A027862)

  - 5番目の中心つき四角数である。
  - n = 2 のときの 4n + 5n の値とみたとき1つ前は9、次は189。(オンライン整数列大辞典の数列 A074611)
  - 41 = 52 + 24
    - n = 2 のときの 5n + n4 の値とみたとき1つ前は6、次は206。
      - 5n + n4 で表せる最小の素数である。次は881。(オンライン整数列大辞典の数列 A182359)
- 41 = 12 + 22 + 62 = 32 + 42 + 42
  - 3つの平方数の和2通りで表せる4番目の数である。1つ前は38、次は51。(オンライン整数列大辞典の数列 A025322)
  - 41 = 12 + 22 + 62
    - 異なる3つの平方数の和1通りで表せる8番目の数である。1つ前は38、次は42。(オンライン整数列大辞典の数列 A025339)
    - n = 2 のときの 1n + 2n + 6n の値とみたとき1つ前は9、次は225。(オンライン整数列大辞典の数列 A074502)
    - 41 = (1!)2 + (2!)2 + (3!)2
      - n = 3 のときの 1 から n までの (n!)2 の和とみたとき1つ前は5、次は617。(オンライン整数列大辞典の数列 A104344)
- n = 41 のときの n! + 1 で表せる 41! + 1 は7番目の階乗素数である。1つ前は37、次は73。(オンライン整数列大辞典の数列 A002981)

41! + 1 = 33452526613163807108170062053440751665152000000001
- 41 = 62 + 6 − 1 = 72 − 7 − 1
  - n = 6 のときの n2 + n − 1 の値とみたとき1つ前は29、次は55。(オンライン整数列大辞典の数列 A028387)
    - この形の5番目の素数である。1つ前は29、次は71。(オンライン整数列大辞典の数列 A002327)
- n2 の数を降順に並べた数とみたとき1つ前は1、次は941。(オンライン整数列大辞典の数列 A038397)

## その他 41 に関連すること
- 原子番号 41 の元素はニオブ (Nb) である。
- 第41代天皇は持統天皇である。
- 日本の第41代内閣総理大臣は小磯國昭である。
- 大相撲の第41代横綱は千代の山雅信である。
- アメリカの第41代大統領はジョージ・H・W・ブッシュで第43代大統領の父に当たる。
- アメリカ合衆国の41番目の州はモンタナ州である。
- JIS X 0401、ISO 3166-2:JPの都道府県コードの「41」は佐賀県。
- 第41代ローマ教皇はゾシムス（在位：417年3月17日～418年12月26日）である。
- Sum 41はカナダのロックバンド。
- 交響曲第41番「ジュピター」はヴォルフガング・アマデウス・モーツァルトの最後の交響曲である。
- 易占の六十四卦で第41番目の卦は、山沢損。
- クルアーンにおける第41番目のスーラはフッスィラである。
- 年始から数えて41日目は2月10日。語呂合わせで｢ふとんの日｣と読める。
- 日本における観測史上最高気温は 41°C である。（2013年8月12日、高知県四万十市）
- 日本における観測史上最低気温は −41°C である。（1902年1月25日、北海道旭川市）
- 『41』はミグ設計局の試作戦闘機。
- 将棋の初形における空きスペース(駒がない場所)の数は41ますである。
- 41 はスイス (CHE) の国際電話 国番号

## 符号位置
| 記号 | Unicode | JIS X 0213 | 文字参照          | 名称                    |
| ---- | ------- | ---------- | ----------------- | ----------------------- |
| ㊶   | U+32B6  | 1-8-53     | &#x32B6; &#12982; | CIRCLED DIGIT FORTY ONE |